# Ischnomantis media
Ischnomantis media är en bönsyrseart som beskrevs av Rehn 1901. Ischnomantis media ingår i släktet Ischnomantis och familjen Mantidae. Inga underarter finns listade i Catalogue of Life.